# Wjatscheslaw Arkadjewitsch Bykow
Wjatscheslaw Arkadjewitsch „Slawa“ Bykow (russisch Вячеслав Аркадьевич Быков, wiss. Transliteration Vjačeslav Arkad'evič Bykov; * 24. Juli 1960 in Tscheljabinsk, Russische SFSR, Sowjetunion) ist ein ehemaliger sowjetischer und russischer Eishockeyspieler und war von 2006 bis 2011 Trainer der russischen Eishockeynationalmannschaft. Seit 2003 ist Bykow Schweizer Staatsbürger.

## Karriere als Spieler

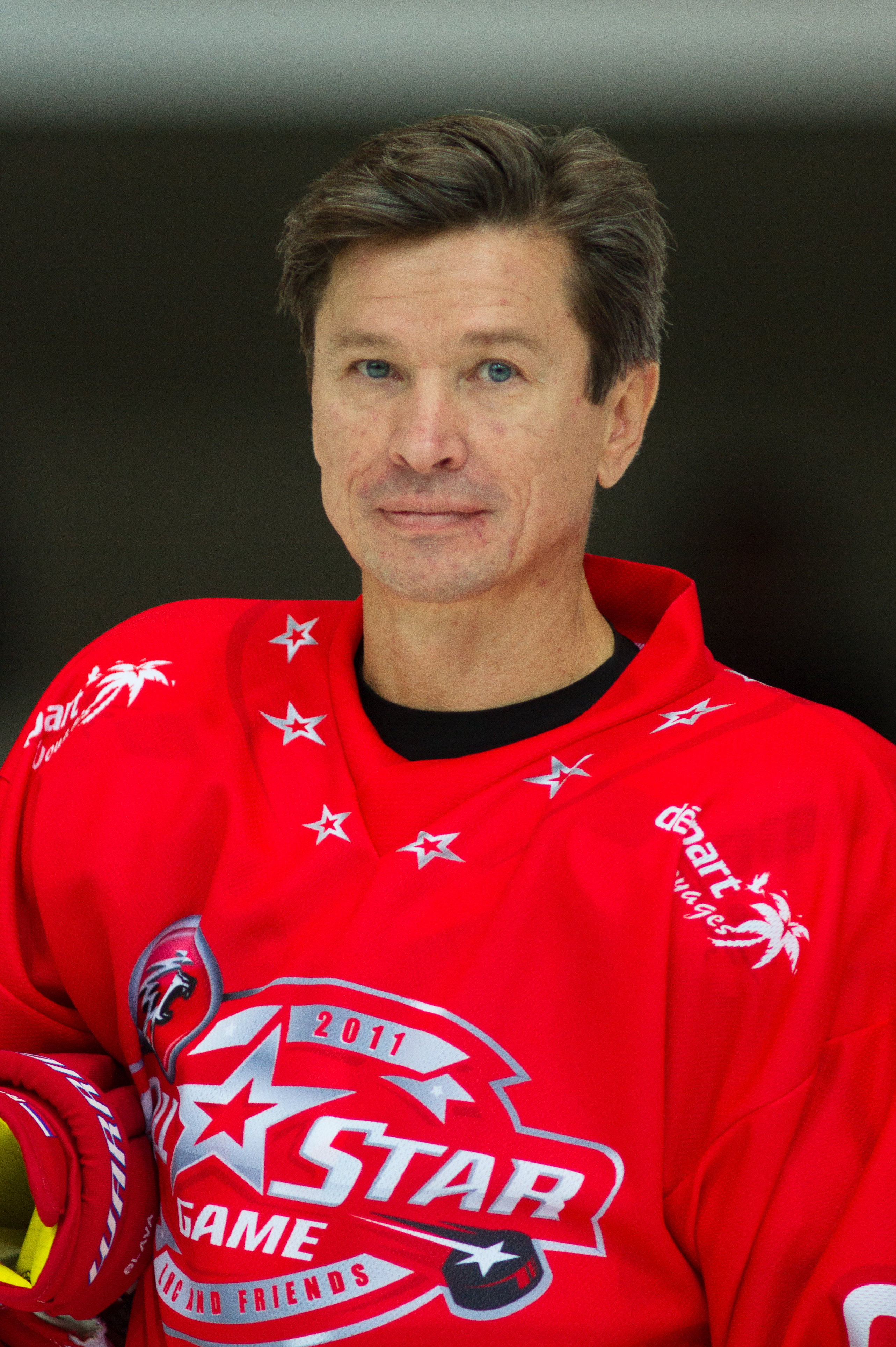
Slawa Bykow, Lausanne 2011

Seine Karriere begann 1979 beim sowjetischen Erstligisten HK Metallurg Tscheljabinsk, wo er als bester Stürmer 50 Tore in 60 Spielen erzielte. Im Folgejahr wechselte er zum Lokalkonkurrenten Traktor Tscheljabinsk. Nach zwei Saisons wurde er zur Saison 1982/83 für ZSKA Moskau entdeckt und bald auch in die Sowjetische Eishockeynationalmannschaft berufen. Beim NHL Entry Draft 1989 wurde er von den Québec Nordiques in der 9. Runde an 169. Stelle ausgewählt. Er spielte aber nie in der National Hockey League. 1990 wechselte er von ZSKA in die Schweizer Nationalliga A zu Fribourg-Gottéron und blieb hier weitere sieben Jahre. Seine letzten beiden Jahre als Eishockeyspieler verbrachte er beim HC Lausanne in der Schweizer Nationalliga B. Mit ZSKA Moskau wurde er sieben Mal Meister und Europapokalsieger.
Mit der „Sbornaja“, der sowjetischen Nationalmannschaft, gewann er vier Mal, 1983, 1986, 1989 und 1990, die Eishockeyweltmeisterschaft und wurde insgesamt sechs Mal Europameister. Außerdem gewann er mit dem Team bei den Olympischen Spielen 1988 in Calgary die Goldmedaille. 1983 wurde er als Verdienter Meister des Sports der UdSSR ausgezeichnet.
Nach dem Zerfall der Sowjetunion spielte er weiterhin für die neu formierte russische Eishockeynationalmannschaft bzw. Nationalmannschaft der GUS. Mit ihr gewann er bei den Olympischen Spielen 1992 in Albertville seine zweite olympische Goldmedaille und bei der Eishockey-Weltmeisterschaft 1993 in Deutschland seinen fünften Weltmeistertitel.

## Karriere als Trainer

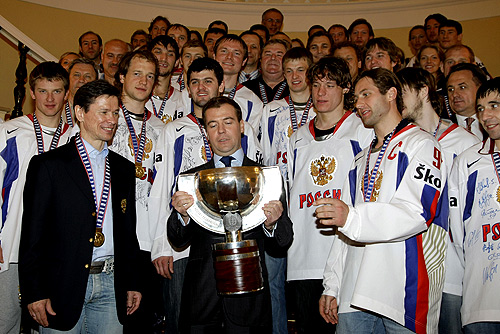
Bykow (links) mit dem russischen Präsidenten Dmitri Medwedew

Nachdem er seine Spielerkarriere beendet hatte, war er Assistenztrainer beim Lausanne Hockey Club und bei Fribourg-Gottéron. 2004 ging er zurück nach Russland und trainierte dort den ZSKA Moskau, den Rekordmeister der ehemaligen Sowjetunion. Unter seiner sportlichen Führung kehrte die Eishockeyabteilung des Armeesportklubs an die nationale Spitze zurück, 2008 beendete ZSKA die Qualifikationsphase der russischen Superliga auf dem dritten Rang. Ende der Saison 2008/09 verließ Bykow den ZSKA Moskau und wechselte zusammen mit seinem Assistenten Igor Sacharkin zum Ligakonkurrenten Salawat Julajew Ufa.
Im August 2006 nahm er das Angebot des Präsidenten des russischen Eishockeyverbandes und einstigen Teamkollegen Wladislaw Tretjak sowie des Sportministers Wjatscheslaw Fetissow, die russische Nationalmannschaft zu trainieren, an. Bei der Heim-WM im Jahre 2007 erreichten die Russen unter seiner Leitung die Bronzemedaille.
Ein Jahr später, bei der WM in Kanada, beendete Russland die 15 Jahre lange Durststrecke ohne Weltmeistertitel und Olympiasieg durch einen Finalsieg gegen die Gastgeber. 2009 schaffte Bykow mit seiner Mannschaft wiederum nach einem Endspielsieg gegen Kanada die Titelverteidigung. Bei den Olympischen Spielen 2010 in Vancouver verloren die Russen mit 3:7 im Viertelfinale gegen die Gastgeber aus Kanada. Wenige Monate später verlor Bykow mit der Sbornaja auch das Finale der WM 2010 in Deutschland mit 1:2 gegen die Tschechen und verpasste den Titel-Hattrick. Der russische Verband verlängerte im Sommer 2010 den Vertrag mit Bykow bis zu den Olympischen Spielen 2014. Allerdings wurde er nach der unbefriedigenden Weltmeisterschaft 2011 in der Slowakei entlassen. Zudem verlängerte Salawat Julajew Ufa den auslaufenden Kontrakt nicht.
Ab April 2014 war Bykow Cheftrainer des SKA Sankt Petersburg, mit dem er 2015 den Gagarin-Pokal gewann.

## Persönliches
Er ist verheiratet und hat zwei Kinder, sein Sohn Andrei war ebenfalls professioneller Eishockeyspieler. Wjatscheslaw Bykow lebt in Marly, Schweiz. 2003 wurde er eingebürgert und erhielt das Schweizer Bürgerrecht.